# Francesca Palomba
Francesca Palomba (Busto Arsizio, 19 ottobre 1973) è una disegnatrice italiana.
Si è diplomata al liceo artistico e alla Scuola del Fumetto di Milano. Dopo aver presentato delle tavole di prova ad Antonio Serra, nel 1997 entra a far parte dello staff di disegnatori di Legs Weaver, fumetto di fantascienza edito dalla Sergio Bonelli Editore, esordendo sul numero 36.
Disegna su soggetto di Luigi Mignacco l'albo numero 100 (intitolato I pirati di Marte) interamente a colori come nella tradizione della casa editrice milanese e, con il numero 109 Il tesoro dell'isola perduta, inizia una lunga collaborazione con Simona Denna. In coppia appaiono anche sulla testata di Agenzia Alfa, realizzando Un'altra vita scritta da Alberto Ostini.
Nel 2009 lavora sulla miniserie Bonelli creata da Antonio Serra, dal titolo Greystorm, di cui realizzerà perlomeno i disegni del primo albo.
Oltre ai lavori nell'editoria nella sua carriera ha realizza illustrazioni per diverse campagne pubblicitarie.

## Opere
- Legs Weaver n° 36 - Il segreto delle dame nere - (novembre 1998)
- Legs Weaver Speciale n° 5 - Dietro la maschera - (aprile 2000)
- Legs Weaver n° 67 - Giungla - (giugno 2001)
- Legs Weaver n° 86 - La civiltà Nzondo - (gennaio 2003)
- Legs Weaver n° 87 - Gli esploratori - (febbraio 2003)
- Legs Weaver n° 100 - Legs cento/i pirati di Marte - (marzo 2004)
- Legs Weaver n° 109 - Il tesoro dell'isola perduta - (dicembre 2004)
- Agenzia Alfa n° 13 - Un'altra vita - (giugno 2005)
- Legs Weaver n° 117 - Mutazione - (agosto 2005)
- Greystorm n° 1 - Grandi progetti - (ottobre 2009)
- Greystorm n° 7 - Ossessione - (aprile 2010)
- Agenzia Alfa n° 22 - La clinica della morte- (luglio 2010)
- Greystorm n° 11 - L'alba del domani - (agosto 2010)
- Greystorm n° 12 - I capitoli dimenticati - (settembre 2010)
- Nathan Never n° 257 - La Megalopoli - (ottobre 2012)